# Hydra rutgersensis
Hydra rutgersensis is een hydroïdpoliep uit de familie Hydridae. De poliep komt uit het geslacht Hydra. Hydra rutgersensis werd in 1963 voor het eerst wetenschappelijk beschreven door Forrest. 